# Victoria Pedretti
Victoria Pedretti, née le 23 mars 1995 à Philadelphie, en Pennsylvanie, est une actrice américaine.
Elle est révélée, auprès du grand public, pour ses rôles de Nell Crain Vance et Dani Clayton dans la série télévisée The Haunting (2018-2020), faisant d'elle une scream queen, ainsi que celui de Love Quinn (en) dans le thriller psychologique You (2019-2023).

## Biographie

### Jeunesse et formation
Victoria Pedretti est née à Philadelphie. Son père est professeur. Jeune, elle étudie au lycée Pennsbury (en) de Fairless Hills. Elle suit des études de théâtre à l'université Carnegie-Mellon de Pittsburgh,. Dès l'âge de 6 ans, elle est diagnostiquée TDAH.
En 2017, elle obtient un BA à l'université Carnegie-Mellon puis elle poursuit des études à l'École Philippe Gaulier en France. Elle est également une chanteuse soprano.

## Carrière
En 2014, Victoria Pedretti apparaît dans les courts métrages Sole et Uncovering Eden.
En 2018, elle tient le rôle d'Eleanor « Nell » Crain, l'un des personnages principaux de la série horrifique The Haunting of Hill House de Netflix. La série est plébiscitée par la critique et saluée par le célèbre Stephen King. Elle est alors considérée comme la révélation du programme,.
En 2019, elle incarne Leslie « Lulu » Van Houten aux côtés de Leonardo DiCaprio, Brad Pitt et Margot Robbie dans le film Once Upon a Time… in Hollywood de Quentin Tarantino.
Après avoir passé une audition pour jouer dans la première saison, sans succès, elle obtient finalement le rôle principal de Love Quinn dans la seconde saison de la série You de Netflix,. Elle succède ainsi à l'actrice Elizabeth Lail en tant que premier rôle féminin. Pour les besoins du tournage, elle s'installe à Los Angeles à Silver Lake,. Cette deuxième saison est disponible à partir du 26 décembre 2019. En juin de la même année, elle rejoint la seconde saison de The Haunting, intitulée The Haunting of Bly Manor, dans le rôle principal de Dani, la gouvernante,,.
En 2020, elle joue dans un épisode de la série Histoires fantastiques, produite par Steven Spielberg. Il s'agit d'un reboot de la série culte des années 1980.

## Filmographie

### Cinéma

#### Longs métrages
- 2019 : Once Upon a Time… in Hollywood de Quentin Tarantino : Leslie « Lulu » Van Houten
- 2020 : Shirley de Josephine Decker : Katherine
- 2021 : Star-Crossed: The Film de Bardia Zeinali : l'une des braqueuses
- A venir : Ponyboi de River Gallo

#### Courts métrages
- 2014 : Sole de Ariel Zucker : une fille
- 2014 : Uncovering Eden de Chelsea Lupkin : Edie
- 2024 : Fall Risk d'Alex Martini : Dylan

### Séries télévisées
- 2018 : The Haunting of Hill House : Eleanor « Nell » Crain
- 2019 - 2023 : You : Love Quinn
- 2020 : Histoires fantastiques (Amazing Stories) : Evelyn Porter
- 2020 : The Haunting of Bly Manor : Danielle Clayton

## Théâtre
- 2014 : When I'm Alone At Night de John Moriarty : l'enfant
- 2016 : The Rover de David Bond : Hellena
- 2017 : Les Trois Mousquetaires de Andrew Smith : Capitaine Treville
- 2017 : We Will Not Describe the Conversation de Stephen Eckert : Sonya
- 2017 : Very Still & Hard To See de Ingrid Sonnichsen : Ginger / Simone
- 2017 : Eurydice d'Alex Frantz : Loud Stone

## Distinctions
Sauf indication contraire, les informations mentionnées dans cette section peuvent être confirmées par la base de données cinématographiques IMDb,  présente dans la section « Liens externes ».

### Récompense
- 2013 : première place au concours d'éloquence de la Penn State Thespians Society (en)

### Nominations
- 2019 : Saturn Award de la meilleure actrice dans un second rôle d'une série en streaming : Eleanor « Nell » Crain dans The Haunting of Hill House
- 2019 : MTV Movie & TV Awards de la performance la plus effrayante : Eleanor « Nell » Crain dans The Haunting of Hill House
- 2019 : OFTA Television Award de la meilleure distribution dans un téléfilm ou une mini-série : The Haunting of Hill House